# Islamisk Stat
 Ikke at forveksle med Dash.
 "ISIS" omdirigeres hertil. For anden betydning, se Isis (flertydig).
Islamisk Stat (arabisk: الدولة الإسلامية, al-Dawlah al-Islāmīyah), også kendt som den Islamiske Stat i Irak og Levanten, er en sunnimuslimsk terrororganisation, som kæmper for at oprette et islamisk kalifat i Mellemøsten. Islamisk Stat er vokset ud af en række sunnimuslimske oprørsgrupper, der opstod efter invasionen af Irak 2003. ISIS er kendt på arabisk som ad-Dawlah al-Islāmiyah fī 'l-ʿIrāq wa-sh-Shām - forkortet til Da'ish, Da'eesh eller Daesh.
Før invasionen var Irak ledet af Saddam Hussein og Ba'ath-partiet, som med jernhånd slog ned på islamistiske grupper. Efter den vestlige invasion af Irak fik også al-Qaeda en lokal afdeling i landet. Efter at Abu Bakr al-Baghdadi overtog ledelsen af al-Qaeda i Irak, opstod der gradvis større og større uenighed med al-Qaedas leder, Ayman al-Zawahiri, som leder organisationen fra sit skjulested i grænselandet mellem Pakistan og Afghanistan. Blandt andet mente man i al-Qaedas ledelse, at al-Baghdadi var for voldelig i sin fremfærd. Uenighederne førte til, at al-Qaeda i februar 2014 tog offentlig afstand fra sin afdeling i Irak, som man afbrød al kontakt med.
Derefter valgte al-Baghdadi at skifte gruppens navn til "Islamisk Stat i Irak og Levanten". Bevægelsen, som startede i Irak, har i de seneste år vokset sig stor i nabolandet Syrien, hvor de både kæmper mod Bashar al-Assads regeringsstyrker og syriske oprørsgrupper, både islamistiske og sekulære. I sommeren 2014 erobrede ISIS store dele af Irak, og den 29. juni 2014 erklærede Baghdadi, at de områder, som bevægelsen kontrollerer i Irak og Syrien, tilsammen er et nyt kalifat. Baghdadi udråbte sig selv til at være den nye kalif, samtidig med at han ændrede bevægelsens navn til Islamisk Stat.
Islamisk Stat har indført rabiate sharia-regler i de områder, de kontrollerer, hvilket blandt andet har resulteret i undertrykkelse, forfølgelse og afpresning af andre religioner og vilkårlige henrettelser for f.eks. at ryge eller høre musik.
IS er blevet forbundet med en række massakrer på syriske regeringssoldater, civile og oprørere samt for en lang række kidnapninger af vestlige nødhjælpsarbejdere, journalister og syriske oppositionsaktivister, samt andre grupperinger (etnisk og religiøst) af ikke-sunnitiske tilhørsforhold. FN’s Menneskerettigheds-domstol har dokumenteret, at Islamisk Stat har begået massehenrettelser, bortførelser af kvinder og brug af børnesoldater. Som eksempelvis den 19. august 2014, da Islamisk Stat offentliggjorde en video, der viste halshugningen af den amerikanske journalist James Foley, der blev kidnappet den 22. november i 2012 af uidentificerede, bevæbnede gerningsmænd i det nordvestlige Syrien. Videoen med titlen »En besked til Amerika« blev offentliggjort på flere sociale medier.
Islamisk Stat påtager sig ofte ansvaret for udførte terrorangreb rundt om i verden. Blandt andet i november 2015 påtog IS sig ansvaret for to terrorangreb i henholdsvis Libanon og Paris.
Siden 2014 har udenlandske militærfly og personel hjulpet på forskellige fronter imod Islamisk Stat. Rusland og Iran har støttet op om Bashar al-Assad, og det gamle syriske styre og kæmper mod både IS og andre oprørere i Syrien. USA har siden den 8. august 2014 angrebet IS fra luften i Irak og siden den 22. september 2014 også bombet IS i Syrien. Den 17. oktober 2017 meddelte observatører, at IS var blevet fordrevet fra Raqqa, der siden 2014 havde fungeret som en "hovedstad" for IS i Syrien.
Islamisk Stat mistede i juli 2017 kontrol med en af dets største byer, Mosul, der blev erobret af den irakiske hær. Efter den større sejr, har IS fortsat med at tabe territorium til forskellige stater og andre militære styrker allierede imod IS, disse har kæmpet imod IS indtil slutningen af november og starten af december 2017, hvor IS ikke længere kontrollede noget meningsfuldt territorium.

## Organisationen

### Oprindelse
ISIS i sin nuværende form opstod, da organisationen fra Irak slog sig sammen med An-Nuṣra-fronten i Syrien, eftersom begge var tilknyttede Al Qaida. Før dette opererede grupperne på hver sin side af den syrisk-irakiske grænse. Abu Bakr al-Baghdadi kom efterhånden i konflikt med lederen for Nusra-fronten, Abu Mohammed al-Jawlani, som var modstander af sammenlægningen af de to organisationer. Sidstnævnte klagede over dette til al-Qaida-leder Ayman al-Zawahiri, som tog Jawlanis side i striden og annullerede sammenlægningen mellem ISIL og An-Nusra-fronten. Efter dette gik ISIL til direkte angreb på An-Nusra-fronten for at jage den ud af de områder, som de holdt i Syrien, en kamp ISIL vandt klart. I følge rapporterne skal ISIL i juni 2014 have kontrol over 80 % af krigerne på An-Nusra-fronten i Syrien og er dermed stærkt involveret i borgerkrigen i Syrien. Her regnes ISIL som en af de største og vigtigste guerillagrupper, som bekæmper præsident Bashar al-Assads styrker.
Den fjendtlige overtagelse af An-Nusra-frontens territorium og personel gjorde, at al-Qaida centralt afskar alle bånd til ISIL i februar 2014 efter en otte måneders magtkamp, hvilket er påfaldende, eftersom en af ISIL's forgængerorganisationer netop var gruppen al-Qaida i Irak. Ifølge rapporter tager al-Qaida nu afstand fra gruppen - angiveligt fordi de mener, at ISIL's krigere bedriver overdreven brug af vold. Den 25. juni 2014 rapporterede Aftenposten i Norge, at Nusra-fronten havde sværget troskab til ISIL, men der er ikke noget, som kan bekræfte dette.

### Mål
Siden 2014 har Islamisk Stats øverste mål været at oprette en sunni-islamisk stat. Konkret har IS forsøgt at etablere et kalifat, en islamisk stat ledet af religiøse myndigheder under ledelse af en øverste kalif, som menes at være efterfølger til profeten Mohammad. I juni 2014 offentliggjorde IS et dokument, hvori organisationen hævdede at have sporet lederen al-Baghdadis familieslægt tilbage til Muhammad, efter organisationen proklamerede et nyt kalifat den 29. juni, blev al-Baghdadi udpeget som kalif. Som kalif, forlanger al-Baghdadi troskab fra alle muslimer verden over, ifølge islamisk retslære (fiqh).
Da kalifatet blev proklameret udtalte IS: "The legality of all emirates, groups, states and organisations becomes null by the expansion of the khilafah's [caliphate's] authority and arrival of its troops to their areas.". Det var en afvisning af de politiske skel i Mellemøsten, der blev fastlagt af de vestlige magter under 1. verdenskrig i Sykes-Picot-aftalen.

#### Ideologi og overbevisninger
IS er en salafistisk gruppe. IS følger en ekstremistisk fortolkning af islam, fremmer religiøs vold, og betragter dem, der ikke er enige med dens fortolkninger som vantro eller frafaldne.
IS er på flere måder en dommedagssekt. Krigsførelsen bygger på en 1.300 år gammel profeti om, at det nu er de sidste krigere, som kæmper mod ikke-troende. Profetierne siger, at Antikrist vil slå deres hær ned, til de kun har 5.000 soldater tilbage ved Jerusalem. De skal så slå Roms hære ved den syriske byen Dubiq. Når slaget er ovre, vil kaliffen sprede islam til hele verden. Tilbageslag vil derfor være forudbestemt. For hver fjende, som dør, vil de være nærmere målet. Alt bliver tolket som tegn på, at undergangen er forestående, og at martyrdøden giver evig frelse.

### Forhold til shia-islam og andre religioner
En væsentlig forskel mellem al-Qaida og ISIL er strategien mod folk og regimer, som anses som vantro. Dette omfatter blandt andet alle shiamuslimer, sunnimuslimske sufier og forskellige religiøse minoriteter. Mens al-Qaida har haft hovedfokus på vestlige mål (retorisk omtalt som "korsfarere og jøder"), at undgå splittelse mellem sunni og shia, og har haft en ikke-angrebspagt med den mægtigste shiamuslimske stat, Iran, er ISIL blevet kendt for det modsatte: total krigsførelse mod det, de anser som shia-styrker i et område, som bredt kan defineres som strækningen mellem Beirut og Bagdad. Efter at alle amerikanske og andre vestlige styrker trak sig ud ad Irak i 2011, er dette blevet meget tydeligt:
- I borgerkrigen i Syrien kæmper ISIL mod Bashar al-Assads regime. Assad er alawit, og regimet har været en allieret af Iran i mange årtier. Da Iran sendte soldater ind, og den libanesiske shia-milits Hizbollah deltog for at kæmpe på Assads side, fik borgerkrigen en klar religiøs dimension.
- I Irak har regeringen siden 2006 været ledet af shia-muslimen Nouri al-Maliki, og landet er nu en officiel allieret af Iran. Sunni-muslimerne, som udgør omkring 20 % af befolkningen i Irak, er blevet marginaliserede i forhold til magten, de havde tidligere.

Begge steder er det et officielt mål for ISIL at styrte disse regimer, og Iran med dets allierede i Hizbollah, al-Assad-regimet i Syrien og den irakiske regering. er erklærede hovedfjender. Det er hovedsagelig dem, ISIL kæmper mod, da der ikke findes vestlige styrker i den region, ISIL definerer som sit virkeområde.
ISIL bekæmper også det, de anser som vranglære i folkelig islam. De har flere steder sprængt gravminder, hvor afdøde muslimske ledere, især sufier, bliver besøgt. Sunnimuslimsk milits knyttet til naqshbandi-sufierne har kæmpet mod ISIL flere steder i Irak.
ISIL har videre gennemført en række angreb på tilhængere af andre religioner. Dette har ramt tilhængere af de kristne kirker i området, men i særlig grad yezidierne i Syrien og Irak, som regnes som frafaldne og derfor anses som legitime mål.

#### Eskatologi
En forskel mellem IS og andre islamistiske og jihad bevægelser er dens fokus på eskatologi og apokalyptik, og dens tro på, at ankomsten af Mahdi er nært forestående. IS mener efter en profeti, at det vil besejre "Rom"s hær ved byen Dabiq. IS fortolker Hadith De Tolv Efterfølgere således, at de mener, at der kun vil komme fire legitime kaliffer efter al-Baghdadi.

### Ledelse
ISIL's ledere har været:
- Abu Musab al-Zarqawi (dræbt d. 7 juni 2006).
- Ibrahim Awwad Ibrahim Ali al-Badri al-Samarrai fra 2010. Han tog da navnet Abu Bakr al-Baghdadi,[47][48] som henviser til den første kalif - Abu Bakr, og al-Baghdadi som viser tilknytning til Bagdad. I 2014 tog han navnet kalif Ibrahim.

### Finansiering
Islamisk Stat finansier sine aktiviteter igennem forskellige operationer, ifølge Financial Action Task Force er de fem hovedindtægter for IS i 2015:
- ulovlige udbytter fra besættelsen af området (herunder kontrol med banker, olie- og gasproduktion, beskatning, afpresning og røveri af økonomiske aktiver);
- kidnapning for løsepenge;
- donationer, herunder gennem non-profit organisationer
- materiel støtte fra udenlandske krigere;
- finansiering gennem moderne kommunikationsnetværk;[49]

RAND Corporation analyserede i 2014 IS’s finansieringskilder ved at studere 200 dokumenter - personlige breve, udgiftsrapporter og medlemslister - erobret fra Islamisk Stat i Irak (al-Qaeda i Irak) af de amerikanske styrker i Irak mellem 2005 og 2010. RAND fandt, at i denne periode udgjorde donationer kun 5% af koncernens driftsbudget, mens resten blev rejst i Irak. I den undersøgte periode var celler af organisationen forpligtet til at sende op til 20% af deres indkomster til hovedorganisationen, pengene blev genereret fra kidnapning, pengeafpresning og andre aktiviteter og derefter sendt til det næste niveau af IS’s ledelse. Højere rangerende chefer ville så omfordele midler til provinsielle eller lokale celler, som var i vanskeligheder, eller som havde brug for penge til at gennemføre angreb. Disse optegnelser viser, at Islamisk Stat i Irak var afhængig af medlemmernes aktiviteter i Mosul, som ledelsen anvendte til at give støtte og midler til militante krigere i Diyala, Salahuddin og Bagdad.
I midten af 2014 meddelte irakiske efterretningskilder, at de havde oplysninger fra IS's dokumenter, som afslørede, at organisationen havde aktiver til en værdi af 2 milliarder dollars, hvilket gør IS til den rigeste jihadistgruppe i verden. Trefjerdedele af dette beløb skulle angiveligt stamme fra aktiver beslaglagt, efter at gruppen erobrede Mosul i juni 2014, dette inkluderer muligvis op til 429.000.000 dollars stjålet fra Mosuls centralbank sammen med yderligere millioner og en større mængde guld stjålet fra en række andre banker i Mosul. Der har været rejst tvivl om, hvorvidt ISIL var i stand til at hente et sådan beløb fra centralbanken, og om bankrøveriet overhovedet har fundet sted.

#### Salg af historiske genstande
Salget af historiske antikviteter eller genstande kan være den næststørste kilde til finansiering af Islamisk Stat ifølge en artikel i Newsweek. Efter mere end en tredjedel af Iraks vigtigste historiske steder er kommet under IS's kontrol, har IS plyndret et 9. århundrede f.Kr. gammelt palads for den assyriske konge Ashurnasirpal 2.. Der er blevet solgt stentavler, manuskripter og kileskrift fra de steder, som IS's kontrollerer, til en værdi af flere hundrede millioner af dollars. De stjålne antikviteter bliver ofte smuglet ind i Tyrkiet og Jordan. Abdulamir al-Hamdani, arkæolog fra SUNY Stony Brook, har udtalt, at ISIL "plyndrer ... selve menneskehedens rødder, antikviteter fra de ældste civilisationer i verden".

#### Narkosmugling
Ifølge Victor Ivanov, chef for Ruslands føderale narkotikapoliti, tjener Islamisk Stat, ligesom Boko Haram, penge ved smugling af afghansk heroin igennem sit territorium. Den årlige indtjening af disse aktiviteter er vurderet til at være omkring 1 milliard dollars.

## Krigsførelse

### Irak
I foråret og sommeren 2014 flyttede ISIL nogle af sine styrker ud af Syrien og ind i Irak. Organisationen hævdede at være til stede i en række provinser i Irak, og deres selverklærede hovedstad var tidligere Baqubah lige nord for Bagdad. Vinteren 2014 tog organisationen kontrol over Fallujah og dele af byen Ramadi.
ISIL havde været tilstedeværende i storbyen Mosul i Irak siden omkring 2008. Der fungerede den som en slags mafiagruppe, som krævede beskyttelsespenge af en stadig voksende del af befolkningen. Selv politiet skal have betalt. Personer fra ISIL var vel organiserede i byen og havde store og godt bevæbnede mandskaber. Den 10. juni 2014 oprettede ISIL-styrkerne i Mosul kontrolpunkter over hele byen og tog kontrol over offentlige bygninger. Det skete næsten uden modstand. Organisationens styrker tog kontrol over blandt andet den lokale flyveplads, offentlige kontorer og to TV-kanaler. 1400 fanger blev sluppet ud af lokale fængsler. Gruppen tog også kontrol over mængder med amerikansk produceret militært udstyr som pansrede køretøjer og helikoptere. ISIL-styrkerne plyndrede centralbanken i Mosul og tog kontrol over 500 milliarder irakiske dinarer, ca. 429 millioner amerikanske dollar. De ødelagde shia-moskeer, kirker og andre religiøse templer i byen, og inventaret blev solgt. Store dele af befolkningen flygtede til kurdiske områder. Befolkningen, som tidligere var en blanding af folkeslag og religiøse grupper, blev på kort tid kun befolket af sunnimuslimske arabere.
Den 11. juni 2014 blev der også meldt om, at gruppens soldater havde kontrol over oliebyen Baiji, hvor Iraks største olieraffinaderi ligger. Den 11. juni 2014 erobrede gruppen byen Tikrit. To dage senere, 13. juni, blev det meldt, at organisationen også havde erobret byerne Jalawla og Saadiya. 15. juni spredte ISIL billeder via Twitter, som viste, at organisationen havde henrettet 1.700 irakiske soldater, som de havde taget til fange. En irakisk talsmand bekræftede hændelserne, mens andre er i tvivl om billedernes ægthed.
Den 16. juni 2014 blev det kendt, at ISIL havde taget kontrol over byen Tal Afar. Den 18. juni angreb ISIL-styrker olieraffinaderiet i byen Baiji og havnede i kamp med irakiske vagtstyrker. Efter flere dages kamp hævdede ISIL, at de havde erobret anlægget. Den 20. juni bekræftede amerikanske myndigheder, at ISIL havde taget kontrol over et af Saddam Husseins gamle anlæg for produktion af kemiske våben, ca. 70 kilometer nordvest for Bagdad. Det er i flere tilfælde ikke klart, om det er ISIL eller andre samarbejdende oprørsgrupper, som har taget kontrol over byerne.
Den 28. juni 2014 iværksatte regeringsstyrkerne i Irak modangreb for at generobre Tikrit, men med begrænsede resultater. I september 2014 startede USA og deres allierede en bombning af områder kontrollerede af ISIL. I marts 2015 tog irakiske styrker kontrollen over store dele af Tikrit. I juni 2016 genvandt irakiske styrker kontrollen over Fallujah, senere kendt som slaget om Fallujah (2016). Ifølge den irakiske regering blev mindst 1800 militante dræbt, mens resten af IS' styrker var flygtet fra byen. I efteråret 2016 indledte regeringsstyrkerne et angreb på Mosul. I januar 2017 generobrede de den østlige del af byen, og den 23. februar indledtes et storstilet angreb på lufthavnen, som er en af IS's sidste bastioner i Irak.

### Kurdistan
Irakiske regeringsstyrker trak sig i juni og juli 2014 ud af store områder, hvor ISIL rykkede frem. Peshmerga-styrker fra Kurdistan overtog regeringstyrkernes stillinger blandt andet på på Nineve-sletten og i Kirkuk. Men i august 2014 gik ISIL også til angreb på Sinjar-området. Peshmerga-styrkerne flygtede og hundrede tusinder af civile, hovedsagelig kurdiske yezidier flygtede op på selve Sinjar-bjerget. Derfra blev de efterhånden reddet ned af styrker fra den kurdiske Rojava-region i Syrien. Mange tusinde yezidier blev imidlertid massakrerede, og tusindvis af kvinder taget til fange af ISIL for at blive solgt som slaver i Mosul og Raqqa.
ISIL fortsatte med at rykke frem mod de kristne bosættelser på Nineve-sletten, her under assyrernes vigtigste by Qaraqosh. Også her måtte peshmerga-styrkerne trække sig tilbage. I midten af august stod ISIL blot 30 kilometer fra den kurdiske hovedstad Arbil. Efter at have erobret den vigtige Mosul-dæmning truede de også storbyen Dohuk længere mod nord. På dette tidspunkt indsatte USA, Frankrig og andre lande flystyrker til støtte for peshmerga-styrkerne. ISIL's offensiv mod Kurdistan standsede, og kurdiske styrker kunne siden generobre de fleste områder øst for Tigris og omringe Mosul fra tre sider.
I december 2014 blev der startet en offensiv for at generobre Sinjar, ISIL blev drevet tilbage, men i marts 2015 foregik det fortsat hårde kampe i Sinjar by. Peshmerga-styrkerne samarbejder nært med en international koalition, som bidrager med flystøtte, våben og våbeninstruktører. Kurdiske styrker fra Tyrkiet og Syrien, tilhørende Kurdistans Arbejderparti (PKK), har spillet en vigtig rolle til trods for det spændte forhold, som har rådet mellem PKK og de kurdiske partier i Irak.
Den 13. november 2015 gennemførte kurdiske peshmerga-soldater med støtte fra Yazidi-militsfolk et vellykket angreb på ISIL i Sinjar, hvilket endte med kurdisk sejr. Ifølge nyhedsbureauet AFP havde IS mellem 300 og 400 militsfolk stationerede i byen. I 2014 havde IS jaget tusindvis af yazidier ud af byen under trusler om, at de ville blive slået ihjel, med mindre de konverterede til IS' radikale fortolkning af islam. Dagen før havde omkring 7.500 kurdiske peshmerga-soldater omringet byen fra tre sider for at afskære IS' forbindelseslinjer. Erobringen af byen anses som vigtig, fordi den er en indirekte forbindelse mellem Mosul i Irak og Raqqa i Syrien, som er Islamisk Stats selvudnævnte hovedstad.

### Libyen
I slutningen af oktober 2014 tog 800 soldater kontrol over den libyske by Derna. De hævdede at være underlagt Abu Bakr al-Baghdadi og ISIL.
ISIL opdeler Libyen i tre historiske provinser og hævder myndighed over Cyrenaica i øst, Fezzan i ørkenen mod syd, og Tripolitanien i vest, omkring hovedstaden Tripoli.
Den 5. oktober 2014 blev shurarådet for islamisk ungdom og andre militante i Libyen absorberede og overdragne ISILs Cyrenaica-provins. Den libyske gren af ISIL har været den mest aktive og succesfulde af alle ISIL's afdelinger uden for Irak og Syrien. Den har været aktiv primært omkring Derna og Gaddafis hjemby Sirte.
Den 4. januar 2015 overtog ISIL-styrker i Libyen kontrollen med den østlige landskab Sabha og henrettede 14 libyske soldater under processen.  De kontrollerede midlertidigt en del af Derna før de blev drevet ud i midten af 2015. Rapporter fra Sirte antyder, at ISIL's militante grupper baseret der er en blanding af udenlandske krigere og ex-Gaddafi loyalister. Et initiativ mellem pro-Dawn kræfter tilknyttede Misrata og Operation Dawn stødte sammen med disse er militante i Sirte. Kampe mellem libyske Dawn-styrker og ISIL militante blev også rapporterede i Daheera-området vest for byen Sirte, og ved Harawa øst for Sirte.
Et ubekræftet kilde har hævdet, at ISIL bruger sine baser i Libyen for at smugle sine krigere til EU forklædt som flygtninge.

### Sinai
10. november 2014 afgav mange medlemmer af gruppen Ansar Bait al-Maqdis en troskabsed til al-Baghdadi. Efter dette tog gruppen betegnelsen Wilayat Sinai (Sinai-provinsen).  De anslås at have 1.000-2.000 krigere. En fraktion af Sinai-gruppen opererer også i Gaza-striben og kalder sig den islamiske stat i Gaza. 19. august 2015 bombede medlemmer af gruppen et egyptisk sikkerhedshovedkvarter i det nordlige Kairo og sårede 30 mennesker.

### Algeriet
Medlemmer af Jund al-Khilafah svor troskab til ISIL i september 2014. ISIL i Algeriet blev berygtet, da det halshuggede den franske turist Herve Gourdel i september 2014. Siden da har gruppen i høj grad været tavs, og der er rapporter om, at dens leder Khalid Abu -Sulayman blev dræbt af algeriske styrker i december 2014.

### Afghanistan
26. januar 2015 blev en ny Wilayat (provins) offentliggjort, med Hafiz Saeed Khan navngivet som Wali (guvernør) og Abdul Rauf som hans stedfortræder efter, at begge svor en troskabsed til al-Baghdadi. Provinsen omfatter Afghanistan, Pakistan, og "andre nærliggende lande".
9. februar 2015 blev mullah Abdul Rauf dræbt af en NATO-luftangreb. Den 18. marts 2015 blev Hafiz Wahidi, ISILs afløsende stedfortræder som emir i Afghanistan, dræbt af de afghanske væbnede styrker sammen med ni andre ISIL militante, der var sammen med ham. I juni modtog Reuters rapporter om, at landsbyer i adskillige distrikter i Afghanistans østlige Nangarhar-provins var blevet erobrede fra Taleban af ISIL-sympatisører. Den 10. juli 2015 blev Hafiz Saeed Khan, emir af ISIL's Khorasan-provins, angiveligt dræbt i et amerikansk droneangreb i det østlige Afghanistan. Men Khorasan-provinsen udgav et lydbånd, hvor man hævdede at være ledet af Hafiz Saeed Khan den 13. juli 2015.

### Nigeria
I marts 2015 blev Boko Haram i det nordlige Nigeria knyttet til IS. 12. marts 2015 udsendte ISIL's talsmand Abu Mohammad al-Adnani et lydbånd, hvor han hilste løfte om troskab, og beskrev det som en udvidelse af organisationens kalifat i Vestafrika. ISIL's meddelelser begyndte fra slutningen marts 2015 at henvise til medlemmer af Boko Haram som en del af Wilayat Gharb Afriqiya (Vestafrikanske provins).

### Yemen
Den 13. november 2014 sværgede uidentificerede militante i Yemen troskab til IS. I december samme år, havde IS opbygget en aktiv bevægelse i Yemen med rekrutteringsforsøg i konkurrence med al-Qaeda på Den Arabiske Halvø (AQAP). I februar 2015 blev det rapporteret, at nogle medlemmer af Ansar al-Sharia i Yemen, efter splittelse i AQAP, havde lovet troskab til IS. I takt med, at den yemenitiske borgerkrig eskalerede i marts 2015, havde IS mindst syv Wilayat eller afdelinger, opkaldt efter provinserne i Yemen, disse har påtaget sig ansvaret for angreb mod houthierne i Hadhramaut provinsen, Shabwah provinsen, og Sana'a provinsen.
Shi'a houthierne (revolutionskomiten) er principielle fjender af IS i Yemen. USA støtter den Saudi-ledede militære intervention i Yemen mod houthierne, men mange i USSOCOM favoriserer angiveligt houthierne, fordi de har vist sig at være effektive til at bekæmpe al-Qaeda og IS i Yemen, "hvilket hundredevis af US-droneangreb og store mængder af militærrådgivere i Yemen ikke har kunnet opnå". The Guardian rapporterede: "Mens endnu 50 civile død i den glemte krig, vinder kun ISIS og al-Qaida ved konflikten, der river Yemen i stykker og efterlader 20 millioner mennesker med behov for nødhjælp".

## Rekrutteringer af kampstyrker
Ifølge Reuter er 90% af IS's krigere i Irak irakere, og 70% af deres krigere i Syrien er syrere. En artikel med titlen "jihadist ideologues" hævdede, at IS havde 40.000 krigere og 60.000 tilhængere på tværs af sine to primære højborge i Irak og Syrien.

### Udenlandske krigere
Islamisk Stat har effektivt rekrutteret nye medlemmer, ikke mindst i Europa hvor mange indvandrere med oprindelse i eller forældre fra Mellemøsten og islamiske områder i Afrika og Asien har tilsluttet sig organisationen. Denne rekruttering må ses som delvist et udslag af de europæiske landes manglende evne til at integrere indvandrergrupperne fra disse områder.
Ifølge en rapport fra marts 2015 til FN's Sikkerhedsråd er 22.000 udenlandske krigere fra 100 nationer rejst til Syrien og Irak, af dem støtter de fleste IS. Rapporten advarede om, at Syrien og Irak var blevet en "finishing school for extremists". En anden FN-rapport fra maj 2015 viser, at 25.000 udenlandske krigere fra 100 lande har tilsluttet sig "islamistiske" grupper, mange af dem arbejder for IS eller al-Qaeda.

#### Europa
Den 22. september 2014 rapporteredes det, at en terrorcelle med forbindelser til Islamisk Stat var blevet sprængt i Europa. Et ægtepar og en anden person blev arresteret i Belgien, en person i Nederlandene og en i Tyrkiet. Den 14. november 2015 tog IS ansvaret for en serie eksplosioner og skudepisoder i Paris, dette skulle ske som gengældelse for at franske fly har bombet IS i Syrien.
Ifølge en rådgiver for Libyens regering smugles IS-krigere af menneskesmuglere over Middelhavet som "flygtninge" til Europa.

#### Belgien
Terrorangrebene i Paris november 2015, som IS har taget ansvaret for, blev angiveligt planlagt og gennemført at en "sovende celle", der blev ledet af mindst 3 personer fra Molenbeek i Belgien.

#### Danmark
Dansk deltagelse i den syriske borgerkrig, også kendt som "Danske Syrien-krigere", betegner en gruppe danskere som sammen med andre ikke-syrere rejste til Syrien for at deltage i borgerkrigen. Nogle af krigerne kæmpede imod Assad-regeringen, andre sammen med Islamisk Stat om at oprette et kalifat og atter andre, deriblandt særligt kurdere, imod IS. Danske statsborgere vurderedes i 2015 at udgøre den største gruppe blandt vestlige lande, der var rejst i krig i Syrien, når man vurderer i forhold til det formodede samlede antal danske muslimer.
Politiets Efterretningstjeneste (PET) vurderede i september 2019, at mindst 158 personer var udrejst fra Danmark siden sommeren 2012 for at opholde sig hos militante islamistiske grupper som ISIS. En tredjedel af de udrejste skønnedes at være blevet dræbt i området, og knap halvdelen havde forladt det igen for at rejse tilbage til Danmark eller andre lande. PET vurderede, at 36 voksne fortsat befandt sig i konfliktzonen i Syrien eller nabolandene. Desuden opholdt ca. 40 børn med dansk statsborgerskab sig med deres forældre i konfliktområdet.
Det er ikke ulovligt for danskere at deltage i krigen så længe, man ikke kæmper sammen med en terrororganisation.

#### Finland
I august 2014 skønnede skyddspolisen, at over 40 personer var rejst fra Finland til Syrien. En klar majoritet af dem havde tilsluttet sig Islamisk Stat. 75 % af dem, som var rejst til Syrien, havde finsk statsborgerskab, og blandt dem fandtes der 16 forskellige etniske baggrunde, og alderen varierede mellem 18 og 50 år. Folk i 20-erne udgjorde den største gruppe. Omtrent en femtedel af dem var kvinder.

#### Frankrig
Efter terrorangrebene i Paris november 2015 foretog fransk politi en razzia mod to lejligheder i den nordlige Paris-forstad, Saint Denis, hvor 9 medlemmer af IS opholdt sig. , assisteret af Brigade rapide d'intervention ("Den hurtige indsatsbrigade"). Hæren rykkede også ud med ca. halvtreds soldater på stedet .

#### Storbritannien
Den britiske udenrigsminister William Hague opgav den 16. juni 2014, at cirka 400 af landets medborgere kunne have tilsluttet sig til jihadisterne i Syrien. Storbritanniens regering opgav også, at man planlagde at inddrage pas for at forhindre, at flere tilsluttede sig. Jihadister, som vender tilbage fra krigen i Mellemøsten anses at udgøre en trussel flere år frem over og i perioden 2013-2014 arresteredes 65 mistænkte.

#### Sverige
Den 14. september 2007 reagerede Islamiske Stats daværende leder, Abu Omar al-Baghdadi, mod Lars Vilks og hans Muhammedtegninger ved at udlove en belønning til den, som likviderer Vilks. En belønning ville tillige blive udbetalt for en likvidering af redaktør Ulf Johansson, eftersom han havde tilladt offentliggørelsen af Vilks tegning af profeten Muhammed som gadekryds i Nerikes Allehanda. Belønningen var på 50.000 US-dollars. Hvis hovedet blev skåret af på nogen af dem, det vil sige: hvis de "slagtedes som lam", skulle det dobbelte beløb udbetales. Al-Baghdadi blev dræbt i april 2010 under et amerikansk militærangreb. Hans efterfølger som Islamisk Stats leder, Abu Bakr al-Baghdadi advarede om, at virksomheder som Ericsson, Scania, Volvo, IKEA og Electrolux skulle kunne risikere at blive ramt som terrormål.
I oktober 2008 dræbte USA en svensk statsborger, som var den næstmægtigste mand i Islamisk Stat.
Da Taimour Abdulwahab den 11. december 2010 sprængte sig selv ved Drottninggatan i Stockholm, henviste han også til Islamisk Stat.
Et åbent brev fra Abdulwahab sendtes ud lige inden selvmordsbombningen. I det stod der, at: "Nu har Islamisk Stat opfyldt, hvad man har lovet jer: Nu er vi her i Europa og i Sverige. Sverige, vi er virkelige, ikke et påfund, mere vil jeg ikke sige om dette". 
Säkerhetspolisen opgiver, at mindst 80 er rejst til krigen i Syrien og Irak som deltagere på den ene eller anden side i konflikten. Mange af dem har tilsluttet sig Islamisk Stat. Ifølge oplysninger skal mindst 40 af dem være vendt tilbage til Sverige. Via svenske kontoer i sociale medier spredes tillige Islamisk Stats propaganda i form af film på massakrer og hyldninger til martyrer. Der findes også billeder af göteborgare, som hyldes og omfavnes af en af Islamisk Stats højeste ledere. Ifølge forskere på Försvarshögskolan bedrives en omfattende rekruttering i Göteborg og et 30-tal personer er rejst fra Angered for at kæmpe for Islamisk Stat. Med anledning af rejserne fra Sverige til krigsområderne i Irak og Syrien ville tidligere justitieminister Beatrice Ask gennemgå den rådende lovgivning. For at forhindre den situation, har Folkpartiet foreslået en kriminalisering af rejserne. Tidligere statsminister Fredrik Reinfeldt ville også lade lovgivningen gennemses. Uanset, at man i Norge har foreslået at statsborgerskabet skal kunne inddrages for de norske statsborgere, som kæmper med jihadisterne i Irak og Syrien, har Reinfeldt imidlertid stillet sig tvivlende over for at indføre dette i lovgivningen i Sverige.
Den 24. september 2014 antog FNs sikkerhedsråd en resolution om en bekæmpelse af soldaterrekrutteringen til Islamisk Stat. Beslutningen er en opfordring til FN's medlemslande om skærpelse af lovgivningen mod dem, som vil kæmpe for Islamisk Stat. Den 21. november 2014 bekræftede Säpo, at mindst 100 svenske medborgere er rejst for at kæmpe i Irak og Syrien, med yderligere 150 ubekræftede tilfælde samt, at "Säpos uppfattning är att det är så många som 250 till 300 personer som Säpo måste, på olika sätt, ha en uppfattning om". Man planlægger at overvåge dem, som vender tilbage til Sverige for at forhindre, at de udfører terrorforbrydelser.

#### Tyskland
Et forbud mod handlinger, som støtter Islamisk Stat, udformedes i Tyskland den 12. september 2014. Dette indbefatter rekruttering, propaganda, agitation og anvendelse af IS symboler.

## Konspirationsteorier
Konspirationsteoretikere i den arabiske verden mener, at det er USA, som hemmeligt står bag grundlæggelsen og styringen af IS. Det skulle være et forsøg på at destabilisere Mellemøsten. Efter at teorierne var udbredt, udsendte den amerikanske ambassade i Libanon en officiel erklæring, hvori beskyldningerne benægtes og kaldes for en komplet fabrikation. Andre er overbevist om, at IS's leder al-Baghdadi er en israelsk Mossad-agent og skuespiller kaldet Simon Elliot, tilhængere hævder, at NSA dokumenter lækket af Edward Snowden afslører denne sammenhæng. Snowdens advokat har kaldt historien "et svindelnummer".
Ifølge The New York Times mener mange i Mellemøsten, at en alliance af USA, Israel og Saudi-Arabien er direkte ansvarlig for skabelsen af IS. Egyptisk, tunesiske, palæstinensiske, jordanske og libanesiske nyhedsorganisationer har rapporteret konspirationsteorierne.

## Dansk krig mod Islamisk Stat i Irak
Den 2. oktober 2014 vedtog alle partier i Folketinget med undtagelse af Enhedslisten samt daværende løsgænger Uffe Elbæk at bistå den USA-ledede aktion i Irak med 7 stk. F-16 fly i 1 år med mulighed for forlængelse.
Vedtagelsen lyder:
"Folketinget meddeler sit samtykke til, at et yderligere dansk militært bidrag - efter anmodning fra den irakiske og den amerikanske regering - stilles til rådighed for den internationale indsats til støtte for Iraks militære indsats mod terrorbevægelsen ISIL og for at bistå myndighederne i Irak med at beskytte civilbefolkningen mod alvorlige overgreb".
Flyene blev sendt til Ahmed Al Jaber basen i Kuwait, hvor de efter to uger fik tilladelse til at udføre missioner.
Den 20. oktober 2014 udførte de danske fly de første offensive missioner, der inkluderede bombninger.
Operationen blev afsluttet 1. oktober 2015. Danske fly har i alt kastet 503 bomber på 547 missioner. Den samlede pris for operationen var på 416 millioner kroner .

## Fodnoter
1. ↑  Forkortet til ISIL, ISIS eller IS.